# Programma di San Sepolcro

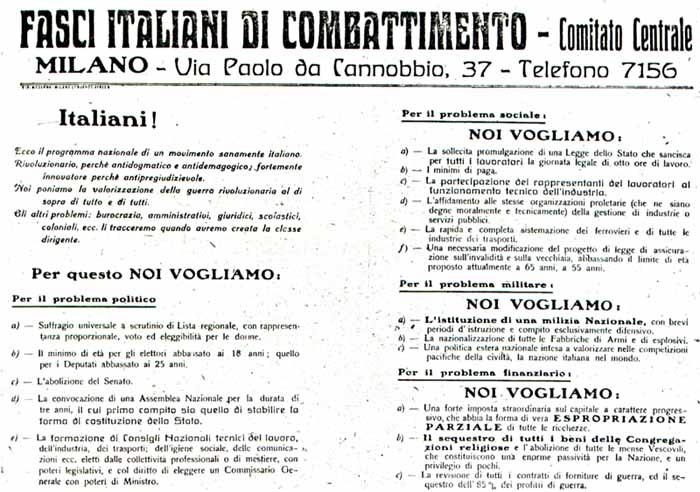
Il programma di San Sepolcro su Il Popolo d'Italia del 6 giugno 1919

Il programma di San Sepolcro fu pubblicato sotto forma di manifesto politico il 6 giugno 1919 su Il Popolo d'Italia dal comitato centrale dei Fasci italiani di combattimento. Il testo fu sviluppato a partire dalle dichiarazioni espresse durante la fondazione dei Fasci italiani di combattimento, tenutasi a Milano in piazza San Sepolcro il 23 marzo 1919.

## Storia
All'indomani della fondazione dei Fasci italiani di combattimento, il 24 marzo 1919 Benito Mussolini scrisse su Il Popolo d'Italia l'assemblea, avendo ritenuto inutile "deliberare un'infinità di problemi speciali" aveva  tracciato "le linee generali programmatiche dell'azione nostra". Definita l'organizzazione del movimento fascista, Mussolini dichiarò il 12 maggio 1923 che "A poco a poco, senza cadere nelle precipitazioni e nelle anticipazioni della demagogia pussista, il programma politico dei Fasci di combattimento si elabora e si completa". Il programma definitivo venne poi pubblicato sotto forma di manifesto su Il Popolo d'Italia del 6 giugno 1919.

## Testo
Ecco il programma di un movimento sanamente italiano. Rivoluzionario perché antidogmatico e antidemagogico; fortemente innovatore perché antipregiudizievole. Noi poniamo la valorizzazione della guerra rivoluzionaria al di sopra di tutto e di tutti. Gli altri problemi: burocrazia, amministrativi, giuridici, scolastici, coloniali, ecc. li tracceremo quando avremo creata la classe dirigente.
Per questo NOI VOGLIAMO:
Per il problema politico
- Suffragio universale a scrutinio di lista regionale, con rappresentanza proporzionale, voto ed eleggibilità per le donne.
- Il minimo di età per gli elettori abbassato ai 18 anni; quello per i deputati abbassato ai 25 anni.
- L'abolizione del Senato.
- La convocazione di una Assemblea Nazionale per la durata di tre anni, il cui primo compito sia quello di stabilire la forma di costituzione dello Stato.
- La formazione di Consigli Nazionali tecnici del lavoro, dell'industria, dei trasporti, dell'igiene sociale, delle comunicazioni, ecc. eletti dalle collettività professionali o di mestiere, con poteri legislativi, e diritto di eleggere un Commissario Generale con poteri di Ministro.

Per il problema sociale:
NOI VOGLIAMO:
- La sollecita promulgazione di una legge dello Stato che sancisca per tutti i lavori la giornata legale di otto ore di lavoro.
- I minimi di paga.
- La partecipazione dei rappresentanti dei lavoratori al funzionamento tecnico dell'industria.
- L'affidamento alle stesse organizzazioni proletarie (che ne siano degne moralmente e tecnicamente) della gestione di industrie o servizi pubblici.
- La rapida e completa sistemazione dei ferrovieri e di tutte le industrie dei trasporti.
- Una necessaria modificazione del progetto di legge di assicurazione sulla invalidità e sulla vecchiaia abbassando il limite di età, proposto attualmente a 65 anni, a 55 anni.

Per il problema militare:
NOI VOGLIAMO:
- L'istituzione di una milizia nazionale con brevi servizi di istruzione e compito esclusivamente difensivo.
- La nazionalizzazione di tutte le fabbriche di armi e di esplosivi.
- Una politica estera nazionale intesa a valorizzare, nelle competizioni pacifiche della civiltà, la Nazione italiana nel mondo.

Per il problema finanziario:
NOI VOGLIAMO:
- Una forte imposta straordinaria sul capitale a carattere progressivo, che abbia la forma di vera ESPROPRIAZIONE PARZIALE di tutte le ricchezze.
- II sequestro di tutti i beni delle congregazioni religiose e l'abolizione di tutte le mense vescovili che costituiscono una enorme passività per la Nazione e un privilegio di pochi.
- La revisione di tutti i contratti di forniture di guerra ed il sequestro dell'85% dei profitti di guerra[4].»

## Descrizione
Il programma di San Sepolcro si caratterizzò per le tematiche nazionaliste:
- «Se noi abbiamo scelto questa strada è segno che ci sono nella nostra storia, nel nostro sangue, degli elementi e dei fermenti di grandezza, poiché se ciò non fosse noi oggi saremmo l'ultimo popolo del mondo [...]»
- «dichiara di opporsi all'imperialismo degli altri popoli a danno dell'Italia e all'eventuale imperialismo italiano a danno di altri popoli [...]»

e sindacaliste (UIL), questo per l'apporto di Alceste de Ambris e Benito Mussolini e in parte ricavato dal manifesto del Partito Politico Futurista:
- «se la borghesia crede di trovare in noi dei parafulmini, s'inganna».
- «Bisogna perciò accettare i postulati delle classi lavoratrici...anche perché vogliamo abituare le classi operaie alla capacità direttiva delle aziende».
- «Per quello che riguarda la democrazia economica, noi ci mettiamo sul terreno del sindacalismo nazionale e contro l'ingerenza dello Stato».

Furono avanzate anche numerose proposte di riforma politica e sociale in senso progressista.
Nel manifesto, venivano avanzate numerose proposte di riforma politica e sociale per far «fronte contro due pericoli: quello misoneista di destra e quello distruttivo di sinistra», rappresentando la terza via tra i due opposti poli e sviluppandosi nell'ambito delle teorie moderniste sull'uomo nuovo. È notevole che inizialmente i Fasci, stando al programma di Sansepolcro, non fossero propriamente antidemocratici, dichiarando anzi come loro principio fondamentale la partecipazione democratica alle "libere elezioni", dettaglio del programma che scomparirà gradualmente a partire dalle elezioni politiche del 1919.
Ernesto Rossi testimoniò che da giovane reduce di guerra, se non fosse intervenuta l'amicizia con Gaetano Salvemini a condurlo verso l'antifascismo liberale, sarebbe probabilmente approdato tra le file dei Fasci di combattimento «che – conviene ricordarlo – avevano allora un programma molto più a sinistra del programma del Partito socialista».

## Eredità
Solo parte di queste proposte programmatiche vennero realizzate durante il periodo del regime fascista (1922–1943). Pur riprese successivamente durante la Repubblica Sociale Italiana, come la socializzazione dell'economia, rimasero sostanzialmente inapplicate a causa degli eventi bellici.
Nel 1936 il Partito Comunista d'Italia si dichiarò disposto a farlo proprio nell'Appello ai fratelli in camicia nera.